# أم رضمة
أم رضمة قرية ومركز إداري من فئة (ب) تابع لمحافظة رفحاء بمنطقة الحدود الشمالية في السعودية.

## معركة أم رضمة
هي معركة قامت يوم الأربعاء 7 ربيع الثاني 1348هـ الموافق 11 سبتمبر 1929م، وكانت بين مملكة الحجاز ونجد وملحقاتها بقيادة عبد العزيز بن مساعد بن جلوي وبين الإخوان بقيادة عبد العزيز بن فيصل الدويش، وانتهت بانتصار لمملكة الحجاز ونجد وملحقاتها.